# Strong Enough to Bend
Strong Enough to Bend è un album in studio della cantante di musica country statunitense Tanya Tucker, pubblicato nel 1988.

## Tracce
1. You're Not Alone (Tom Shapiro, Chris Waters) – 3:05
2. Strong Enough to Bend (Beth Nielsen Chapman, Don Schlitz) – 2:43
3. As Long as I'm Dreamin' (Jeff Cook, Teddy Gentry, John Jarrard, Gary Nicholson) – 3:35
4. Lonesome Town (Matraca Berg, Ronnie Samoset) – 4:11
5. Daddy and Home (Jimmie Rodgers, Elsie McWilliams) – 2:49
6. Highway Robbery (Michael Garvin, Bucky Jones, Shapiro) – 3:29
7. Lonely at the Right Time (Frank J. Myers, Don Pfrimmer) – 3:54
8. Playing for Keeps (Lewis Anderson, Lisa Silver) – 3:36
9. Call on Me (Gary Scruggs) – 3:22
10. Back on My Feet (Max D. Barnes, Troy Seals) – 3:24